# Chironomus ignotus
Chironomus ignotus är en tvåvingeart som beskrevs av Zavrel 1932. Chironomus ignotus ingår i släktet Chironomus och familjen fjädermyggor. Inga underarter finns listade i Catalogue of Life.